# 斯諾維奇
49°44′9″N 24°56′24″E / 49.73583°N 24.94000°E
斯諾維奇（烏克蘭語：Сновичі），是烏克蘭西部的村莊，隸屬利維夫州的佐洛奇夫區。該村始建於1459年，面積3.79平方公里，海拔高度388米，2021年人口1,325，人口密度每平方公里401.74人。